# София Шарлотта Гольштейн-Бекская
София Шарлотта Гольштейн-Бекская (София Шарлотта Шлезвиг-Гольштейн-Зондербург-Бекская; нем. Sophie Charlotte von Schleswig-Holstein-Sonderburg-Beck; 31 декабря 1722 — 7 августа 1763, Гамбург) — немецкая принцесса из Ольденбургской династии (линия Шлезвиг-Гольштейн-Зондербург). Супруга принца Георга Шлезвиг-Гольштейнского. Дама Большого креста ордена Святой Екатерины.

## Биография
Принцесса София Шарлотта родилась в семье Фридриха Вильгельма II Гольштейн-Бекского и Урсулы Анны, урождённой бургграфини и графини фон Дона-Шлобиттен. По отцовской линии внучка герцога Фридриха Людвига Шлезвиг-Гольштейн-Зондербург-Бекского и Луизы Шарлотты Шлезвиг-Гольштейн-Зондербург-Августенбургской; по материнской — бургграфа Кристофера I Дона-Корвинден и Фридерики Марии Дона-Вианен. Кроме неё в семье рос младший сын — Фридрих, скончавшийся бездетным в возрасте 33-х лет.
25 января 1738 года в Кёнигсберге пятнадцатилетняя принцесса София Шарлотта стала супругой своего дальнего родственника бургграфа Александра Эмиля фон Дона-Шлобиттен, второго сына бургграфа Александра фон Дона-Шлобиттен и Амалии Луизы, урождённой бургграфини и графини Дона. Жених был старше невесты на 18 лет. 30 сентября 1745 года он погиб в сражении при Сооре.
1 января 1750 года в восточно-прусском замке Прёкельвиц (нем. Prökelwitz; пол. Prakwice) София Шарлотта вышла замуж второй раз за Георга Шлезвиг-Гольштейнского, шестого сына Кристиана Августа Гольштейн-Готторпского и Альбертины Фридерики Баден-Дурлахской.
В 1761 году, после восшествия на престол Пётра III, принц Георг, приходившийся новому российскому императору двоюродным дядей, получил приглашение прибыть в Россию. Вместе с ним отправилась и София Шарлотта. Они прибыли в Санкт-Петербург 21 марта (1 апреля) 1762 года сопровождении гольштейнских советников. От самой границы их встречали со знамёнами и пушечным салютом. Приехали в Россию и родные дяди принцессы герцоги — Карл Людвиг и Пётр Август Фридрих, ставшие российскими генерал-фельдмаршалами.
Однако ситуация изменилась после переворота, совершённого 28 июня (9 июля) 1762 года Екатериной Алексеевной. Супруг Софии Шарлотты был одним из немногих, кто остался верным Петру III, сам принц был арестован, а их дом разграблен. Позднее за понесённые убытки Георг был назначен императрицей Екатериной II, которая приходилась ему родной племянницей, администратором Гольштейна, куда и отправился 30 июля (10 августа) 1762 года, потребовав охраны в дороге:
И как супруга и дети мои разными страшными разсказаниями об опасностях на дороге и что Нарвский лес наполнен разбойниками и безпутными людьми, приведены в немалый страх и уныние, так что я самыми сильнейшими утешениями не мог отвести их от сей печали: то я именем супруги моей покорнейше прошу, чтоб к почтовым станам до Нарвы команда гусар для разъезду по всем на сей дороге находящимся подозрительным проходам для безопасности наперед командирована была.
Принцесса София Шарлотта скончалась 7 августа 1763 года в возрасте 40 лет. Через месяц, 7 сентября 1763, скончался принц Георг.

## Дети
от первого брака:
- София Шарлотта (1740—1798) с 1759 супруга князя Карла Кристиана Сольмс-Гогенсольмс-Лихского (1725—1803).
- Фридрих Александр (1741—1810) — с 1769 женат на графине Каролине Финк фон Финкельштейн (1746—1825);
- Карл Эмиль (1744);

от второго брака:
- принц Фридрих (1751—1752);
- принц Вильгельм (1753—1774; утонул в Ревельской бухте);
- Петер I Фридрих Людвиг (1755—1829) — великий герцог Ольденбургский, с 1781 года женат на Фридерике Вюртембергской.

## Награды
- 19 марта 1760 года София Шарлотта была удостоена ордена Святой Екатерины I степени[4].